# Paal (Stekene)
Paal of De Paal is een plaats in de gemeente Stekene, in de Belgische provincie Oost-Vlaanderen. Het ligt op de grens met Nederland. Het was de meest noordelijke wijk van de voormalige gemeente Kemzeke.

## Grenspalen
De naam Paal verwijst naar de grenspalen die hier staan. Er zijn twee kegelvormige grenspalen: een aan het begin van de De Klingestraat, en een achter het voormalige douanegebouw (dit gebouw heet tegenwoordig Leonidas). Op deze palen staat het jaartal 1839 vermeld. Hoewel België in 1830 onafhankelijk van Nederland werd, duurde het nog negen jaar voordat dit land de grens erkende.
Verder is er een cilindervormige betonnen grenspaal aan het begin van de De Stroperstraat. Hij werd geplaatst in het jaar 1815, in de Hollandse periode dus. De naam van de provincie staat hierop in het Frans vermeld: Flandre Orientale. Dit duidt op de verfransing van de streek in deze periode.

## Verbindingen
Vroeger vormde de Braemstraat de verbinding naar De Klinge. Tegenwoordig is dit slechts een wandelpad.
De verbinding met De Klinge loopt nu via de De Klingestraat. Oorspronkelijk was dit een dreef waarlangs men het vee naar de quarantaine leidde die verbonden was aan Station De Klinge. Deze lag aan de spoorlijn van Mechelen naar Terneuzen. In 1955 werd deze weg verhard met betonnen stroken.
De Stroperstraat is een gedeelte van de provinciale weg N403, die van Sint-Niklaas naar Hulst in Nederland loopt. De Galgenveldstraat gaat van De Stroperstraat naar de De Klingestraat achter het kleuterschooltje. Ze loopt langs de hoven van De Klingestraat en voor het dennenbos van de familie De Paepe. Een theorie is dat dit de uiterste rand was van het domein van de graven van Vlaanderen. De naam zou verwijzen naar de terechtstellingen die hier plaatsvonden.
In de middeleeuwen liep de Gentsevaart evenwijdig met De Stroperstraat. Deze watergang was een belangrijke verbinding tussen Hulst en Gent. Goederen werden er per trekschuit vervoerd. Op oude kaarten staat vermeld dat aan de vaart een molen stond. Tegenwoordig is de vaart herleid tot een gracht.

## Kleuterschool en noodkapel
In 1963 richtte de gemeente Kemzeke een kleuterschool op in de wijk. Deze was verbonden met de Gemeentelijke Basisschool Kemzeke. De school staat in een bosrijke omgeving. Lange tijd gebruikte de parochie Kemzeke de speelzaal als noodkapel. Wekelijks werd er een mis opgedragen, met ondersteuning door vrijwilligers uit de wijk. In het begin werd er hiervoor een pater uit Hulst gehaald, op het einde verzorgde de pastoor van Kemzeke de eucharistieviering. Momenteel kunnen de misgangers terecht in naburige kerken.
Deelgemeenten: Kemzeke · Stekene

Overige dorpen en gehuchten: Berg · Bormte · Bosdorp · Drie Schouwen · Heikant · Hellestraat · Kemel · Kiekenhaag · Klein-Sinaai · Koewacht · Paal · Polken

Belgische gemeenten · Arrondissement Sint-Niklaas · Oost-Vlaanderen · Vlaanderen